# Радостина Васекова
Радостина Васекова удата Бахчеванова (Софија, 10. фебруар 1950 - 16. мај 2015) билаа је бугарска атлетичарка, која се такмичила у техничким дисциплимана: бацању кугле и диска. Била је чланица Атлетског клуба Тракија из Пловдива.

## Спортски резултати
Прва велика међународна такмичења на којима се Радостина Васекова било је 2. Европско првенство у дворани 1971. у Софији затим 1971. у Греноблу
Због солидних резултата уврштена је у репрезентацу Бугаске на Летњим олимпијским играма 1972. у Минхену. Такмичила се у две дисциплине: кугли где се пласирала у финале и заузела 12. место. и диску где није успела учи у финале заузимајући 14. место
Европско првенство у дворани 1973. у Ротердаму завршила је на 6. месту.
Због промене презимена од 1974. такмичи се као Радостина Бахчеванова. На Европском првенству 1974. у Риму била је десета,
Два пута је учествовала на универзијаддама 1975. у Риму и 1977. у Софиији, такмичиила се у бацању диска и оба пута освојила бронзану медаљу.